# آنتونی دوپویس
آنتونی دوپویس (فرانسوی: Antony Dupuis‎؛ زادهٔ ۲۴ فوریهٔ ۱۹۷۳) یک تنیس‌باز اهل فرانسه است.